# Мегидо
Град Мегидо (Израел) (хебр. מגידו‎; арап. المجیدو; грч. Μεγιδδώ/Μαγεδδών) је древни град који је био насељен у периоду од 7000. п. н. е. до негдје 500. п. н. е.. Био је смјештен на рубу Израелске равнице. Оближња планина Мегидо (хебрејски Хар) дала је име Армагедону, који се спомиње у Библији. Данас су од њега остале рушевине у 26 одвојених слојева, на брду код кибуца Мегидо у Израелу. 
Мегидо се налазио на стратешком положају на западном рубу израелске равнице, на улазу у једини пролаз кроз планински венац Кармел, кроз који је водио пут из Египта у Асирију. Оближња планина Мегидо дала је име Армагедону, који се спомиње у Новом завјету, а што је грчки назив за хебрејски израз Хар Мегиддо, тј. "Градина Мегидо".
Године 2005, Мегидо је, заједно с градовима Хазор и Тел Беер Шева, уписан на УНЕСЦО-в Листу места свјетске баштине у Азији и Аустралазији.

## Историја Мегида
Мегидо је био важан град-држава на рскрсници неколико древних путева који су повезивали Египат и Асирију и због чега су владари Блиског истока често ратовали с Египтом. Неколицина битака се догодила код Мегида:
- Битка код Мегида (1469. п. н. е.) између египатског фараона Тутмозиса III и коалиције Канаанаца коју су чинили владари Мегида и Кадеша.
- Битка код Мегида (609. п. н. е.) између Египта и Јудејског краљевства у којој је погинуо краљ Јошија.
- Битка код Мегида (1918), током Првог свјетског рата, између Савезника и Турске војске.

У Старом завјету се спомиње и под хебрејским именом דרך הים‎ ("Пут према мору"), а за време Римског царства био је важан део истоименог војног пута Виа марис.
У Новом завјету се спомиње у књизи Откривења (Апокалипса) у којој се наводе будући догађаји велике битке на брду код Мегида, тј. Армагедона, те је овај назив постао синоним за свршетак свијета.
Мегидо је ненасељен од 586. године, када су Бабилонци уништили Соломонов храм у Јерусалиму и одвели Јевреје у Вавилонско ропство. То је резултирало да су грађевине археолошког локалитета остале управо онакве какве су биле тада, неоштећене даљном изградњом.
Данас је Мегидо израелски национални парк и важна раскрсница на главном путу који повезује средишњи Израел с Галилејом и северним покрајинама.

## Галерија
- Поглед с Мегида на Израелску долину и Тавор
- Кружни олтар у храму
- Градска врата
- Велике стаје у Мегиду
- Рушевине у средишту цитаделе